# Litouwers
De Litouwers (Litouws: lietuviai) zijn een Baltisch volk.
Het grootste deel van de Litouwers woont in Litouwen (ca. 3 miljoen). Daarnaast is een aanzienlijk deel van de Litouwers in vroeger tijden geëmigreerd. In de Verenigde Staten leven ruim 600.000 mensen van Litouwse afkomst. Sinds de onafhankelijkheid van Litouwen in 1990 zijn vele Litouwers naar West-Europa vertrokken. Er zijn grote Litouwse minderheden in Groot-Brittannië (ca. 350.000), Ierland (ca. 45.000) en Duitsland (ca. 40.000).
De Litouwers spreken de Litouwse taal, een Baltische taal nauw verwant aan het Lets. Er wordt ook in sommige regio’s Pools en Russisch gesproken.
De belangrijkste godsdienst van de Litouwers is het rooms-katholicisme.